# Blue Bird K4

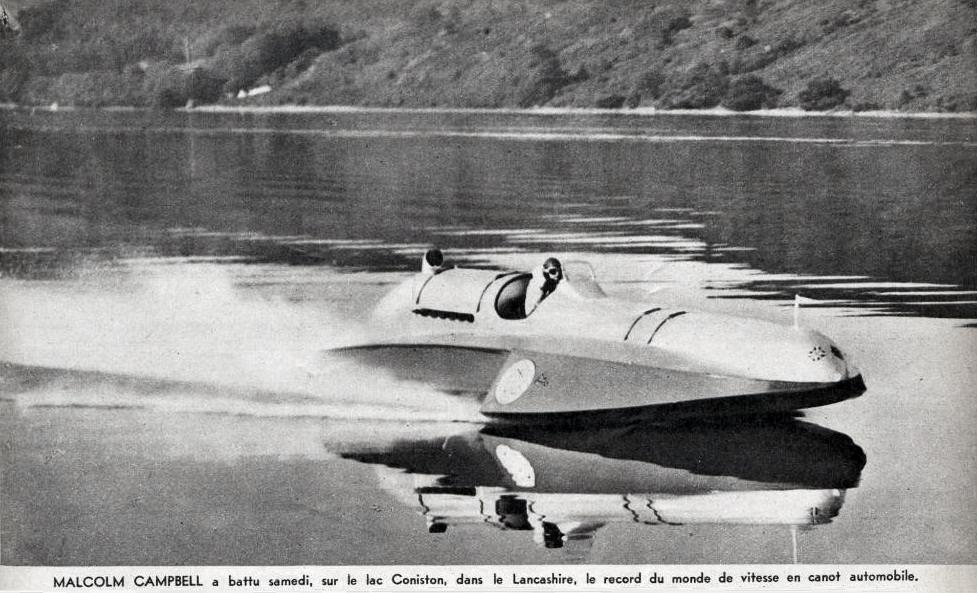
Malcolm Campbell am 19. August 1939 mit Blue Bird K4 auf Coniston Water, Lancashire (226,784 km/h)

Blue Bird K4 war ein Motorboot, das Malcolm Campbell 1939 bauen ließ, um seinen bestehenden absoluten Weltrekord für Wasserfahrzeuge gegen die aufkommende US-amerikanische Konkurrenz zu verteidigen.

## Der Name
Die Bezeichnung „K4“ wurde von der unbegrenzten Lloyd’s-Bewertung abgeleitet und in einem markanten kreisförmigen Abzeichen auf dem vorderen Rumpf getragen. Da es Campbells zweites Boot war, wurde es auch als Blue Bird II bekannt. Campbell benutzte den Namen Blue Bird für seine Landgeschwindigkeits-Rekordautos, seine Rekordboote und auch für seine private Motoryacht.

## Das Boot

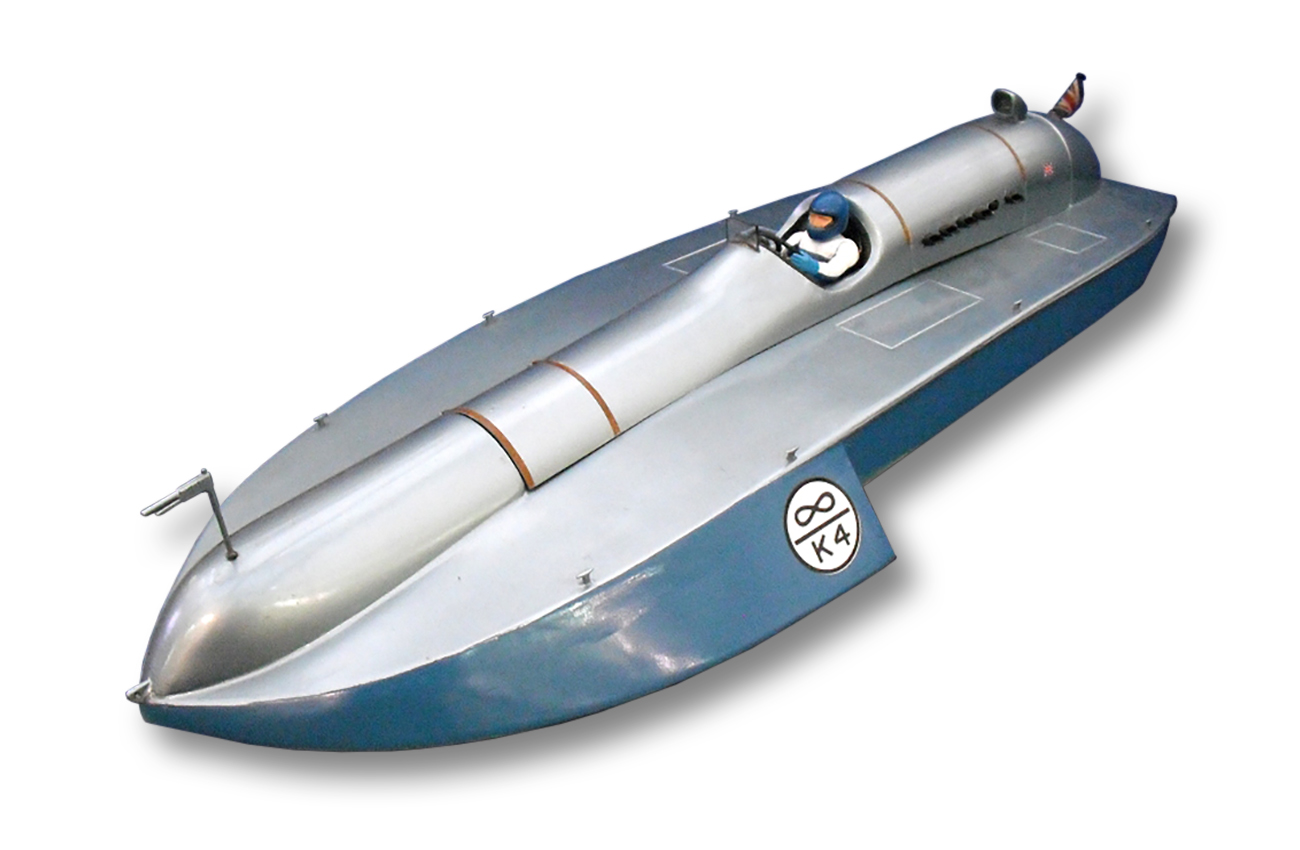
Campbell Blue Bird K4

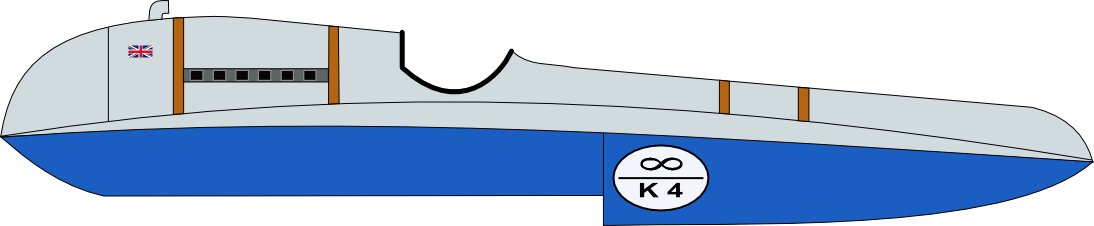
Seitenansicht

K4 wurde von Vosper & Company als Nachfolger für Blue Bird K3 gebaut, mit dem Malcolm Campbell bereits drei Geschwindigkeitsrekorde aufgestellt hatte. Es wurde auch der gleiche Rolls-Royce R-Motor verwendet.
Blue Bird K4 war ein sogenanntes Hydroplane, ein nach dem Dreipunkter-Prinzip konstruiertes Rennboot.
Nach dem Gleiter-Prinzip konstruierte Rennboote wie „Miss England“ oder Blue Bird K3 haben einen einzelnen Kiel, wobei eine Vertiefung oder „Stufe“ in den Rumpfboden eingearbeitet ist. Bei hoher Geschwindigkeit reicht der Druck, den diese Stufe produziert, um den Bug nach oben zu heben und die Auflagefläche des Rumpfes auf dem Wasser und damit den Reibungswiderstand zu verringern.
Ein „Dreipunkter“ hat zwei deutlich getrennte Rumpfsegmente (ähnlich „Kufen“) an der Vorderseite und einen dritten Punkt am hinteren Ende des Rumpfes. Wenn das Boot schneller wird, hebt sich der größte Teil des Bootskörpers aus dem Wasser und liegt allein auf diesen drei Kontaktpunkten. Diese Punkte sind noch deutlich kleiner als die Auflagefläche eines Gleiter-Bootes und bieten zudem noch weniger Luftwiderstand. Mit einem möglichst großen Abstand zwischen den vorderen Auflageflächen ist dieses Konstruktionsprinzip auch weniger anfällig für Instabilität durch kleine Störungen, wie zum Beispiel Wellen oder Windböen, als ein Einrumpfboot.
Wenn sich der Bug jedoch über eine bestimmte Linie hinaus hebt, führen die aerodynamischen Kräfte (nicht die hydrodynamischen Kräfte des Wassers) auf den breiten vorderen Bereich des Rumpfes dazu, dass er ähnlich einem Drachen (engl. „the boat starts to kite“) nach oben steigt, was bis zu einem Überschlag mit meist fatalen Folgen führen kann. Das geschah sowohl mit Slo-mo-shun V als auch möglicherweise mit Bluebird K7.

## Der Rekord
Malcolm Campbell verbesserte am 19. August 1939 auf dem Coniston Water, Lancashire, seinen bestehenden Weltrekord (130,91 mph / 210,66 km/h) auf 141,740 Meilen pro Stunde (228,108 Kilometer pro Stunde), das entspricht 123,168 kn.

## Versuche mit Jet-Triebwerk
Nach dem Zweiten Weltkrieg versuchte Campbell Blue Bird K4 mit einem Turbostrahltriebwerk von de Havilland Goblin auszustatten, blieb aber relativ erfolglos und konnte mit dieser Zusammenstellung keine weiteren Rekorde erzielen. Der neue Aufbau erhielt von der Presse den Spitznamen „The Coniston Slipper“ (Der Coniston-Pantoffel).

## Übernahme durch Donald Campbell

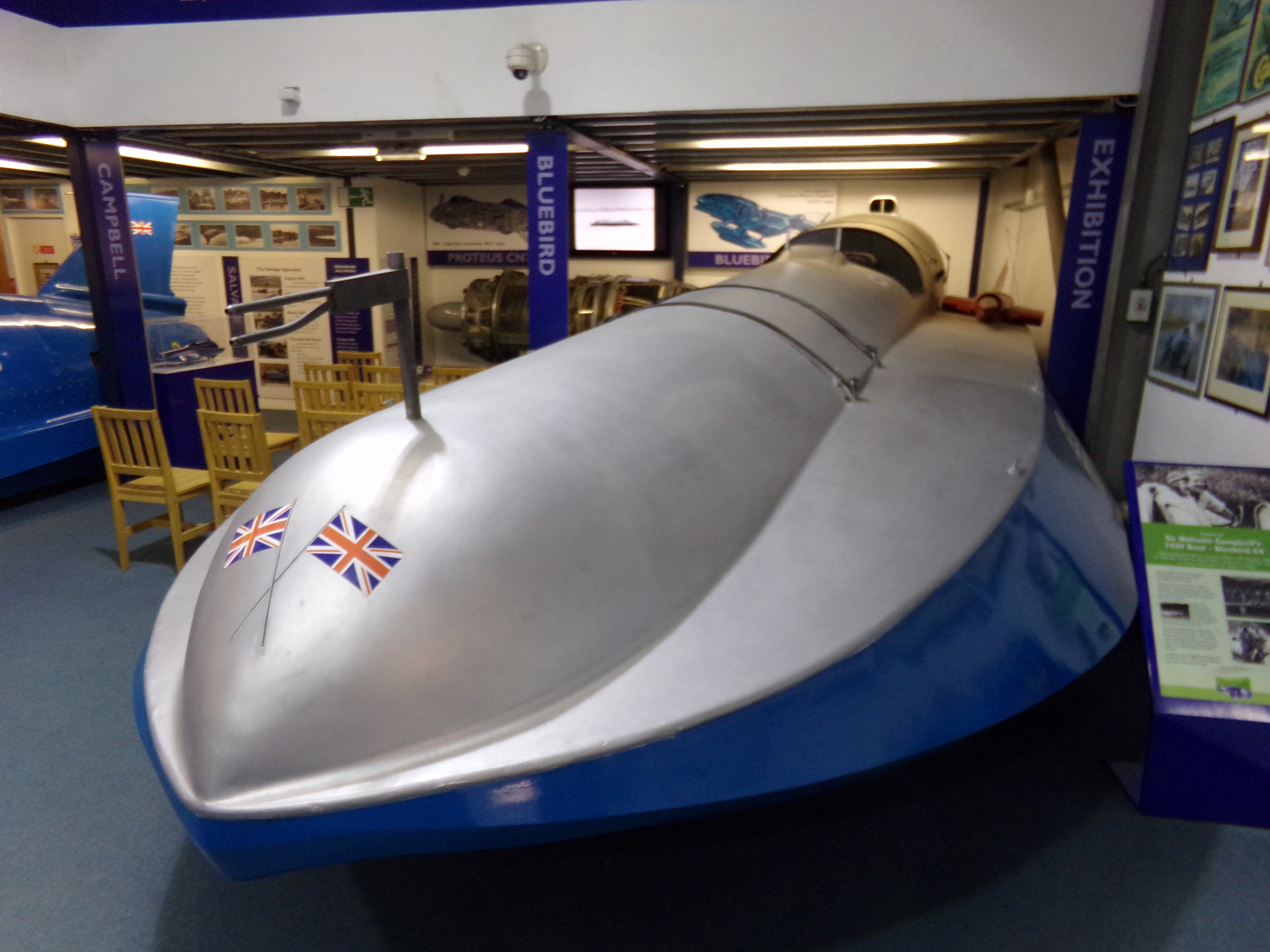
Nachbau von Bluebird K4 im Lakeland Motor Museum

Nach Malcolm Campbells Tod 1948 wurde Blue Bird K4, wie testamentarisch festgelegt, zusammen mit den restlichen Besitztümern von M. Campbell versteigert. Sein Sohn Donald, der bis dahin keine Ambitionen in Richtung „Rekordjagd“ gezeigt hatte, kaufte das Boot zurück, um einem drohenden „Angriff“ der US-Amerikaner auf den Rekord seines Vaters entgegentreten zu können.
Unter der neuen Bezeichnung Bluebird K4 (in einem Wort) wurde das Boot dann wieder mit einem Propeller und einem der vorher verwendeten Rolls-Royce-R-Motoren gewissermaßen „rückgebaut“. Donald Campbell unternahm erste Testfahrten mit dem Boot, hielt es jedoch für zu langsam.
Nach einem erneuten Umbau der Decksaufbauten (Fahrerstand usw.) kam es schließlich zu einem strukturellen Versagen (Rahmenbruch). Im Jahr 1951 wurde K4 ausgemustert und durch das neue Boot Bluebird K7 ersetzt, das einen völlig neu gestalteten Rumpf und einen besser durchdachten Jetantrieb hatte. Mit diesem Boot stellte Donald Campbell mehrere Rekorde auf und verunglückte 1967 bei seinem letzten Rekordversuch damit tödlich. Eine Nachbildung von Bluebird K4 ist im Lakeland Motor Museum ausgestellt.